# Vittorio Schiraldi
Vittorio Schiraldi (Bergamo, 7 febbraio 1938) è uno scrittore, regista, giornalista e sceneggiatore italiano, autore di numerosi romanzi molti dei quali tradotti in diversi Paesi.

## Biografia
Ha trascorso la gioventù a Palermo, dove ha frequentato il liceo e si è laureato all'Università di Palermo. Prima di dedicarsi alla narrativa, è stato giornalista professionista e ha maturato una lunga esperienza in importanti testate nazionali. Ha iniziato a Il semaforo e al Giornale di Sicilia, fu poi assunto a Roma come praticante da Il Giornale d'Italia dove è arrivato a capocronista. Poi a Il Diario, Il Messaggero, Oggi, Panorama, Il Giorno, Epoca, Grazia, percorrendo tutti i gradini della professione, da inviato speciale a opinionista e direttore.
Ha svolto per lunghi anni una consistente attività nel settore della comunicazione e delle strategie di immagine in aziende dell'IRI e dell'EFIM e FINSIDER. Ha inoltre ricoperto per cinque anni l'incarico di direttore delle relazioni esterne presso la Sofin, finanziaria dell'IRI.
Ha lavorato per le Ferrovie dello Stato contribuendo alla riorganizzazione dell'attività editoriale e di comunicazione esterna ed interna del gruppo. Infine ha tenuto lezioni al master in comunicazione dell'Università di Roma "Tor Vergata".
Vive e lavora a Roma.

## Opere
- Baciamo le mani (1972, Mondadori), sette edizioni e negli Oscar.
- Sii bella, sii triste (Mondadori, 1974)
- Famiglie (Rizzoli, 1981)
- Siciliani si nasce (Rusconi, 1984) finalista al premio Bancarella
- La mafia dagli occhi blu (Rusconi, 1985)
- Weekend a Waterloo (Mondadori, 1989)
- Frammenti di stelle (Pironti, 1992, primo romanzo italiano ambientato nel sistema televisivo pubblico-privato)
- Una vita in prestito (Rusconi, 1995)
- Cattivi consigli (Rai-Eri, 1998)
- Delitti a bordo campo (Marlin, 2005)
- Made in Sicily (Marlin, 2007)
- Quando i sogni muoiono (Lampi di Stampa, 2008)
- Per soldi o per amore (DeAgostini 2014)
- Ospite indesiderato (DeAgostini 2015)
- La razza superiore (DeAgostini 2017)
- in ebook: Guardami e  La traversata di New York

## Teatro
Ha scritto per il teatro:
- Aspettando il diluvio, finalista al Premio Pirandello, 1970
- Ipotesi per un amore quasi perfetto
- Siciliani
- Una vita in prestito, Premio Flaiano, 1996[2]

## Filmografia

### Regista

#### Cinema
- Baciamo le mani (1973)
- Lettere dal fronte (1975) premiato al Festival di Volgograd e vincitore del 1º premio Laceno d'Oro al Festival del Cinema Neorealista del 1975, un film sulla seconda guerra mondiale realizzato interamente con materiale di repertorio tratto dagli archivi cinematografici dell'Istituto Luce.

### Sceneggiatore
- 1966 - Ray Master, l'inafferrabile, regia di Vittorio Sala
- 1969 - L'assoluto naturale, regia di Mauro Bolognini
- 1973 - Baciamo le mani
- 1977 - Il gatto dagli occhi di giada, regia di Antonio Bido
- 1977 - Blue Nude, regia di Luigi Scattini

Ha scritto per il cinema:
- La Ragazza dalla Pelle di Luna
- La Notte dell'Alta Marea
- Sono stato un Agente CIA
- Atto di Richiamo
- La Mascherata
- Un Uomo d'Onore
- Il Coraggio di Parlare

Ha anche svolto una intensa attività di documentarista conquistando il primo premio "Targa Florio" al Festival del Cinema Sportivo del 1976. Infine, in qualità di regista ha realizzato negli anni passati numerosi spot e caroselli pubblicitari per Acqua Brillante Recoaro, Gingerino, Recoaro, Ente Carta e Cellulosa, Voxon, Cucine Snaidero, Standa, Enalotto etc.

## Televisione
Ha scritto per la televisione la serie in 13 puntate "Un bosco, una capanna" e quindi come autore ha lavorato a numerosi programmi per Rai e Mediaset. 
Ha ideato e scritto per Rai e Tokyo Movie Shinsha, un serial in 52 puntate a cartoni animati sulla storia del calcio "I ragazzi del Mundial".

## Radio
Ha lavorato altresì per la Radio Rai per circa un trentennio come opinionista conducendo svariate trasmissioni (L'Uomo della Notte, Un altro Giorno, I Giorni, Aspettando il giorno, etc.) che hanno fatto di lui una delle voci più apprezzate dal vasto pubblico dei radioascoltatori italiani. Una parziale raccolta di tali riflessioni, dal titolo Cattivi Consigli è stata pubblicata da Rai-Eri. Sempre per la Rai ha scritto un radiodramma in 25 puntate dedicato a Le ultime cento ore del Titanic.

## Riconoscimenti
- Premio Flaiano sezione teatro[2]
  - 1996 – Miglior autore per Una vita in prestito